# Як навіжені
«Як навіжені» (італ. La pazza gioia) — франко-італійський драмедійний фільм 2016 року, поставлений режисером Паоло Вірдзі. Світова прем'єра відбулася 14 травня 2016 на 69-му Каннському міжнародному кінофестивалі, де фільм брав участь у програмі секції «Двотижневик режисерів». У 2017 році стрічка була номінована у 12-ти категоріях на здобуття італійської національної кінопремії «Давид ді Донателло» та отримала чотири нагороди, зокрема за найкращий фільм та найкращу режисерську роботу. Фільм також отримав низку інших міжнародних фестивальних та національних кінонагород та номінацій.

## Сюжет
Беатріс (Валерія Бруні-Тедескі) — неймовірно комунікабельна жінка, яка сама себе назвала графинею з мільярдними статками та любить уявляти, що зустрічається зі світовими лідерами. І вона перебуває у психіатричній лікарні відкритого типу в Тоскані, Італія. Їй постійно не вистачає спілкування і якихось розваг. Якось у психлікарню поселяють нову пацієнтку — Донателлу (Мікаела Рамадзотті). Вона є інтровертом, нікого не хоче близько до себе підпускати. Тільки настирлива Беатріс може до неї підібратися… і підбурити на втечу. Жінки вирішують шукати кохання, радість і просто свободу за межами психлікарні — серед світу нормальних людей.

## У ролях
| • Валерія Бруні-Тедескі | … | Беатріс Морандіні Вальдірана   |
| • Мікаела Рамадзотті    | … | Донателла Мореллі              |
| • Валентина Карнелутті  | … | доктор Ф'яма Дзаппа            |
| • Серджо Альбеллі       | … | Торріджані з соціальної служби |
| • Томмазо Раньйо        | … | доктор Джорджо Лоренціні       |
| • Луїсанна Мессері      | … | Луїсанна, головна медсестра    |
| • Франческо Лагі        | … | психолог Франческо             |
| • Джада Парланті        | … | реабілітаційний психолог       |
| • Паоло Вівільді        | … | Базола, медсестра              |
| • Аліса Терранова       | … | медсестра                      |
| • Маріса Боріні         | … | сеньйора Морандіні Вальдірана  |
| • Марко Мессері         | … | Флоріано Мореллі               |
| • Робо Ронделлі         | … | Ренато Корсі                   |

## Знімальна група
- Автори сценарію — Паоло Вірдзі, Франческа Аркібуджі
- Режисер-постановник — Паоло Вірдзі
- Продюсери — Марко Беларді, Іван Фйоріні
- Співпродюсери — Філіпп Гомпель, Біргіт Кемнер, Паоло Вірдзі
- Оператор — Владан Радович
- Композитор — Карло Вірдзі
- Монтаж — Чечилія Дзанузо
- Художники-постановники — Тоніно Дзера, Катя Дотторі
- Художник з костюмів — Катя Дотторі
- Підбір акторів — Елізабетта Боні, Даріо Черуті

## Нагороди та номінації
| Кінофестиваль/Кінопремія                             | Рік  | Категорія                                               | Номінант(и)                               | Результат | Дж |
| ---------------------------------------------------- | ---- | ------------------------------------------------------- | ----------------------------------------- | --------- | -- |
| Італійський національний синдикат кіножурналістів    | 2016 | «Срібна стрічка» найкращому режисерові                  | Паоло Вірдзі                              | Перемога  |    |
| Італійський національний синдикат кіножурналістів    | 2016 | «Срібна стрічка» найкращій акторці                      | Валерія Бруні-Тедескі, Мікаела Рамадзотті | Перемога  |    |
| Італійський національний синдикат кіножурналістів    | 2016 | Найкраща акторка другого плану                          | Валентина Карнелутті                      | Номінація |    |
| Італійський національний синдикат кіножурналістів    | 2016 | Найкращий продюсер                                      | Марко Беларді                             | Номінація |    |
| Італійський національний синдикат кіножурналістів    | 2016 | Найкращий сценарій                                      | Паоло Вірдзі, Франческа Аркібуджі         | Перемога  |    |
| Італійський національний синдикат кіножурналістів    | 2016 | Найкраща робота художника-постановника                  | Тоніно Дзера                              | Номінація |    |
| Італійський національний синдикат кіножурналістів    | 2016 | Найкращий дизайн костюмів                               | Катя Дотторі                              | Перемога  |    |
| Італійський національний синдикат кіножурналістів    | 2016 | Найкраща музика до фільму                               | Карло Вірдзі                              | Перемога  |    |
| Італійський національний синдикат кіножурналістів    | 2016 | Найкращий монтаж                                        | Чечилія Дзанузо                           | Номінація |    |
| Італійський національний синдикат кіножурналістів    | 2016 | Найкращий звук                                          | Алессандро Б'янкі                         | Номінація |    |
| Міжнародний кінофестиваль у Вальядоліді              | 2016 | «Золотий колос» за найкращий фільм                      | Як навіжені                               | Номінація |    |
| Міжнародний кінофестиваль у Вальядоліді              | 2016 | Премія глядачів за найкращий фільм                      | Як навіжені                               | Перемога  |    |
| Міжнародний кінофестиваль у Вальядоліді              | 2016 | Найкраща акторка                                        | Валерія Бруні-Тедескі, Мікаела Рамадзотті | Перемога  |    |
| Варшавський міжнародний кінофестиваль                | 2016 | Премія глядачів за найкращий фільм                      | Як навіжені                               | Номінація |    |
| Міжнародний кінофестиваль у Чикаго                   | 2016 | «Золотий Г'юго» за найкращий художній фільм             | Як навіжені                               | Номінація |    |
| Премія Європейської кіноакадемії                     | 2016 | Найкраща європейська акторка                            | Валерія Бруні-Тедескі                     | Номінація |    |
| Премія Європейської кіноакадемії                     | 2017 | Премія глядачів                                         | Як навіжені                               | Номінація |    |
| Премія Італійської федерації артхаусного кіно (FICE) | 2016 | Найкраща акторка                                        | Мікаела Рамадзотті                        | Перемога  |    |
| Премія Італійської федерації артхаусного кіно (FICE) | 2016 | Найкращий продюсер                                      | Марко Беларді                             | Перемога  |    |
| Премія Італійської федерації артхаусного кіно (FICE) | 2016 | Премія глядачів                                         | Як навіжені                               | Перемога  |    |
| Кінофестиваль у Сарасоті                             | 2017 | Приз глядачів на найкращий художній фільм               | Як навіжені                               | Перемога  |    |
| Софійський міжнародний кінофестиваль                 | 2017 | Приз глядачів «Срібна морська чайка» за найкращий фільм | Як навіжені                               | Перемога  |    |
| Премія «Давид ді Донателло»                          | 2017 | Найкращий фільм                                         | Як навіжені                               | Перемога  |    |
| Премія «Давид ді Донателло»                          | 2017 | Найкращий режисер                                       | Паоло Вірдзі                              | Перемога  |    |
| Премія «Давид ді Донателло»                          | 2017 | Найкраща акторка                                        | Валерія Бруні-Тедескі                     | Перемога  |    |
| Премія «Давид ді Донателло»                          | 2017 | Найкраща акторка                                        | Мікаела Рамадзотті                        | Номінація |    |
| Премія «Давид ді Донателло»                          | 2017 | Найкраща акторка другого плану                          | Валентина Карнелутті                      | Номінація |    |
| Премія «Давид ді Донателло»                          | 2017 | Найкращий сценарій                                      | Паоло Вірдзі, Франческа Аркібуджі         | Номінація |    |
| Премія «Давид ді Донателло»                          | 2017 | Найкращий продюсер                                      | Марко Беларді                             | Номінація |    |
| Премія «Давид ді Донателло»                          | 2017 | Найкращий оператор                                      | Владан Радович                            | Номінація |    |
| Премія «Давид ді Донателло»                          | 2017 | Найкраще художнє оформлення фільму                      | Тоніно Дзера, Lotus Productions           | Перемога  |    |
| Премія «Давид ді Донателло»                          | 2017 | Найкращий дизайн костюмів                               | Катя Дотторі                              | Номінація |    |
| Премія «Давид ді Донателло»                          | 2017 | Найкращий звук                                          |                                           | Номінація |    |
| Премія «Давид ді Донателло»                          | 2017 | Найкращий грим                                          | Есмі Ск'яроні                             | Номінація |    |
| Премія «Золотий глобус»                              | 2017 | Найкращий сценарій                                      | Паоло Вірдзі, Франческа Аркібуджі         | Перемога  |    |
| Премія «Золота хлопавка»                             | 2017 | Найкращий фільм                                         | Як навіжені                               | Перемога  |    |
| Премія «Золота хлопавка»                             | 2017 | Найкраща акторка                                        | Мікаела Рамадзотті                        | Перемога  |    |
| Премія «Золота хлопавка»                             | 2017 | Найкраща акторка другого плану                          | Валентина Карнелутті                      | Номінація |    |
| Премія «Золота хлопавка»                             | 2017 | Найкращий сценарій                                      | Паоло Вірдзі, Франческа Аркібуджі         | Номінація |    |
| Премія «Золота хлопавка»                             | 2017 | Найкращий оператор                                      | Владан Радович                            | Номінація |    |
| Премія «Золота хлопавка»                             | 2017 | Найкращий продюсер                                      | Марко Беларді                             | Номінація |    |
| Премія «Золота хлопавка»                             | 2017 | Найкращий монтаж                                        | Чечилія Дзанузо                           | Перемога  |    |
| Премія «Золота хлопавка»                             | 2017 | Найкраще художнє оформлення фільму                      | Тоніно Дзера                              | Номінація |    |
| Премія «Золота хлопавка»                             | 2017 | Найкращий дизайн костюмів                               | Катя Дотторі                              | Номінація |    |
| Премія «Золота хлопавка»                             | 2017 | Найкращий звук                                          | Алессандро Б'янкі, Лука Новеллі           | Номінація |    |
| BIFEST — Міжнародний кінофестиваль у Барі            | 2017 | Найкраща акторка                                        | Валерія Бруні-Тедескі                     | Перемога  |    |
| BIFEST — Міжнародний кінофестиваль у Барі            | 2017 | Найкращий сценарій                                      | Паоло Вірдзі, Франческа Аркібуджі         | Перемога  |    |